# Maker Faire Africa

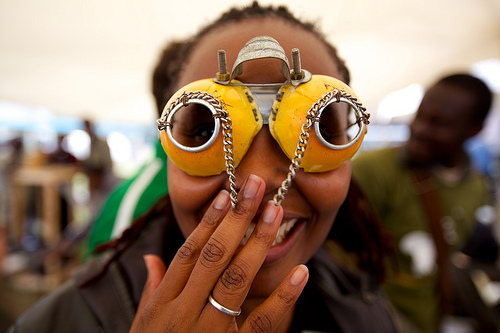
Visione particolare di Nairobi

Maker Faire Africa è un'organizzazione internazionale fondata da Mark Grimes, Emeka Okafor, Emer Beamer, Erik Hersman e Henry Barnor. Maker Faire Africa si propone di sostenere organizzazioni alternative ai canali istituzionali del territorio e i singoli operatori impegnati nella produzione locale di prototipi e tecnologie in grado di risolvere sfide immediate per lo sviluppo.

## Descrizione

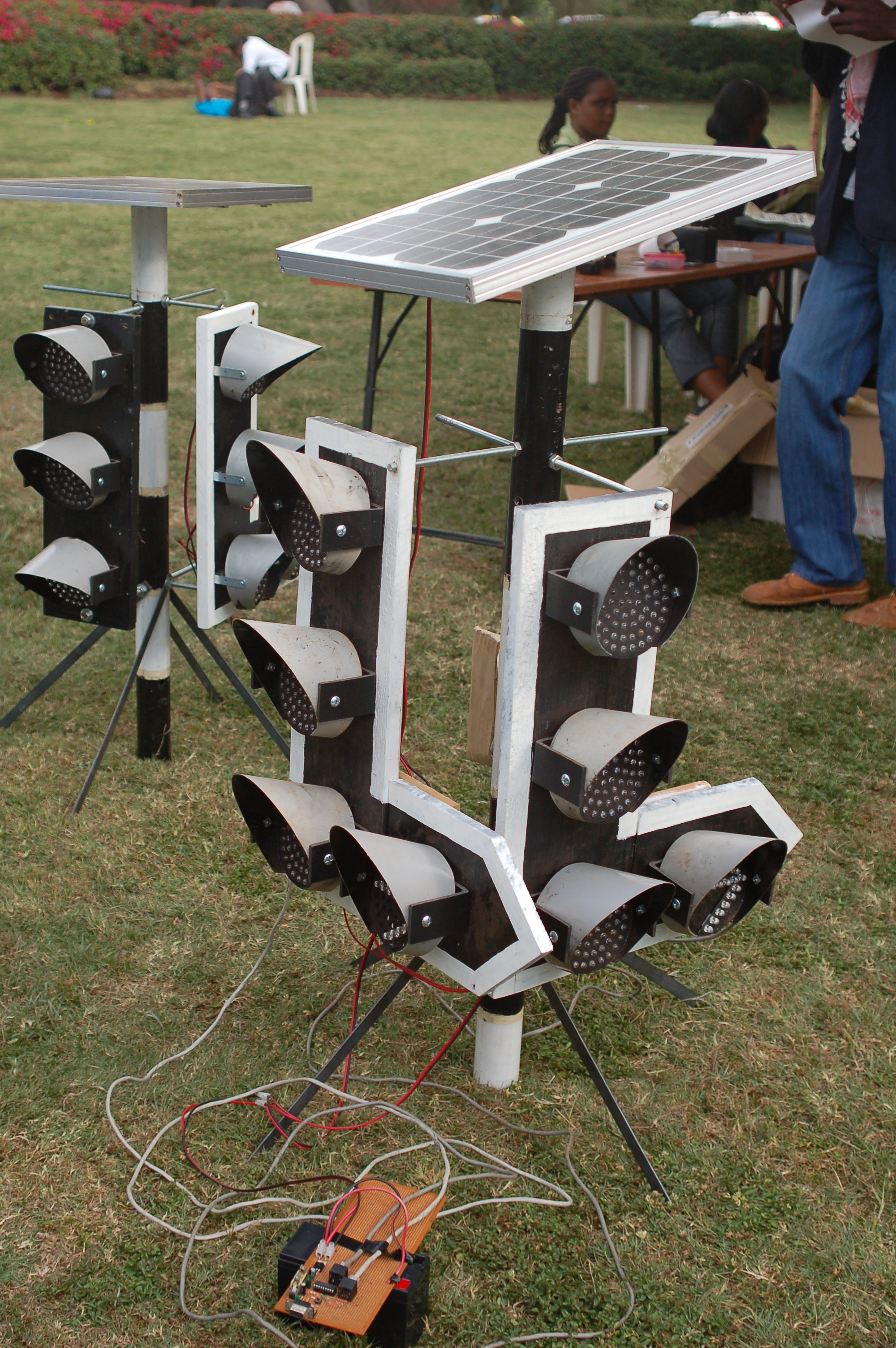
Semaforo innovativo

L'obiettivo di Maker Faire Africa è creare uno spazio sul continente africano in cui le innovazioni tecnologiche locali, le invenzioni e le iniziative possano trovare sostegno, diffusione, visibilità fino a diventare oggetti del quotidiano. Allo stesso tempo, Maker Faire Africa si propone di incanalare la creatività nel campo della scienza e della tecnologia, puntando su strategie di fabbricazione e produzione che standardizzano i processi.
Il primo Maker Faire Africa è stato in Ghana in 2009. La seconda fase si è svolta a Nairobi, Kenya in 2010.

## Voci correlate

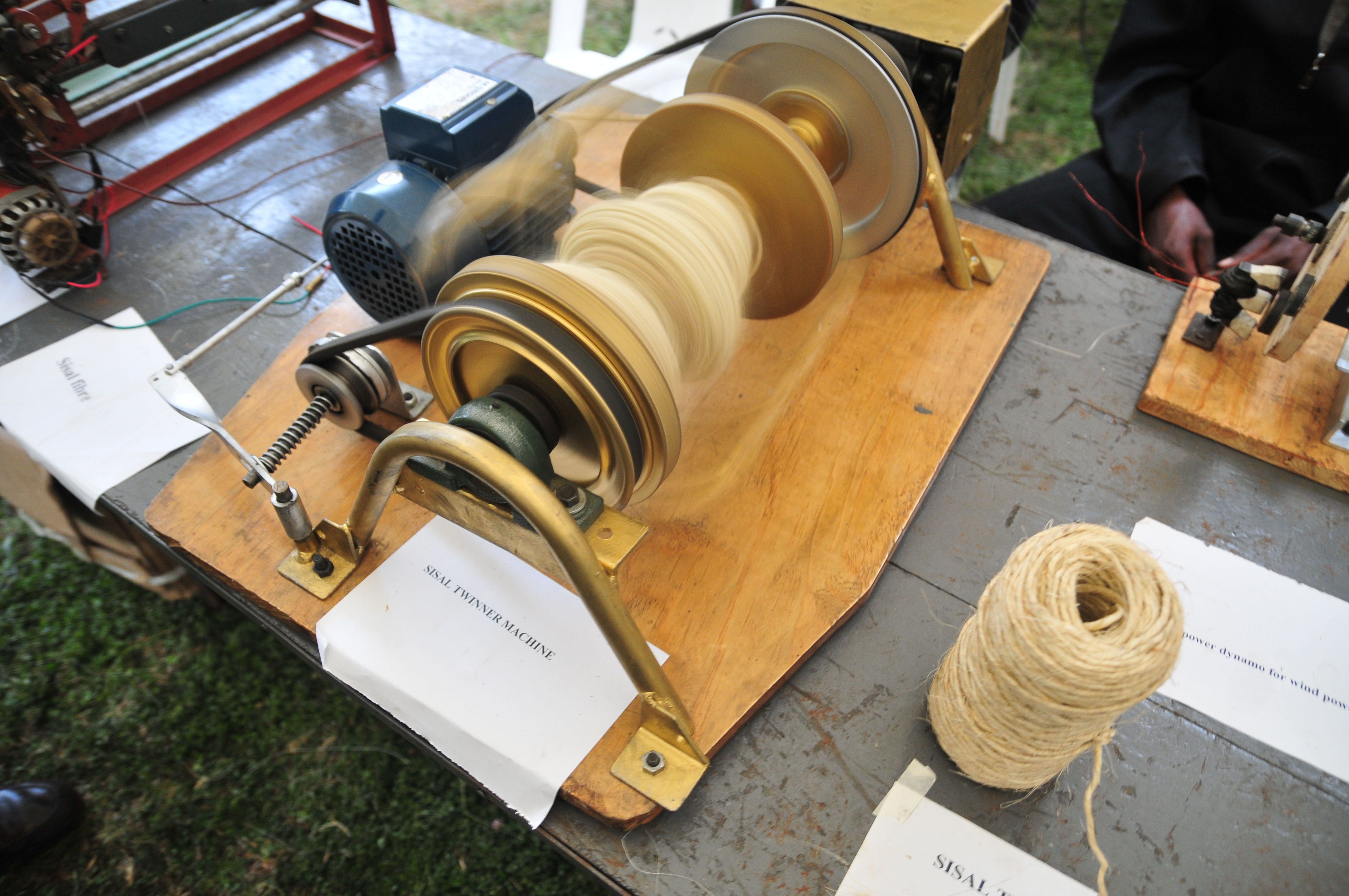
Sisal Twinner Machine, Nairobi, Agosto 2010